# Volo Aeroflot 558
Il volo Aeroflot 558 era un volo passeggeri di linea sovietico da Qaraǧandy nella RSS Kazaka a Mosca nella RSFS Russa. Il 31 agosto 1972, un Ilyushin Il-18D operante il volo precipitò prima di poter effettuare un atterraggio di emergenza a Magnitogorsk, dopo che era stato segnalato del fumo in cabina. Tutte le 102 persone a bordo persero la vita.

## L'aereo
Il velivolo coinvolto nell'incidente era un Ilyushin Il-18D, marche CCCP-74298, numero di serie 182004505. Volò per la prima volta nel 1962 ed era spinto da 4 motori turboelica Ivchenko AI-20K. Al momento dell'incidente, l'aereo aveva circa 18 anni e aveva accumulato 10 798 ore di volo in 4 249 cicli di decollo-atterraggio.

## L'equipaggio
Nove membri dell'equipaggio si trovavano nell'aereo. Nella cabina di pilotaggio vi erano:
- Vladimir Išutin, il comandante;
- Vjačeslav Tichockij, il copilota;
- Alekandr Dubolazov, l'ufficiale di navigazione;
- Evgenij Prokopov, l'ingegnere di volo;
- Nikolaj Laptjaev, l'operatore radio

## L'incidente
L'equipaggio del volo 558 iniziò i preparativi per il decollo alle 08:31 ora di Mosca. Meno di un'ora e mezza dopo, alle 09:57, l'aereo decollò dall'aeroporto di Karaganda e iniziò a salire a 24 000 piedi (7 300 m) di altitudine. L'equipaggio stimò al controllore del traffico aereo che avrebbero sorvolato Magnitogorsk alle 10:11 ma, a 45 chilometri dalla città, alle 10:08, i piloti riferirono al controllore della presenza di fumo nella cabina. Gli fu quindi concesso il permesso di scendere ad un'altitudine di 16 000 piedi (4 900 m), passando nelle mani del controllo del traffico aereo di Magnitogorsk.
L'equipaggio lo informò che c'era un incendio nel secondo vano di carico e chiese istruzioni per un atterraggio di emergenza. Il volo fu autorizzato a scendere di nuovo alle 10:12:32, a circa 20-30 chilometri dall'aeroporto di Magnitogorsk e ad un'altitudine di 2.400-2.700 metri. Dopo la prima virata, quando il velivolo raggiunse una rotta di 90° e un'altitudine di 2 000 piedi (610 m), il controllore ordinò loro di iniziare a virare per 135°. Quando fu poi chiesto di dirigersi a 185°, l'equipaggio confermò di aver sentito le istruzioni ma non eseguì la manovra.
Alle 10:15:32, il controllore informò l'equipaggio che stava andando fuori rotta, dirigendosi lontano dall'aeroporto; i piloti risposero dicendo "il fumo nell'abitacolo è molto brutto". Alle 10:15:50, l'I Il-18 era pericolosamente vicino al suolo; i piloti risposero tirando le barre di comando, mettendo i motori in modalità decollo e ritirando contemporaneamente il carrello di atterraggio, ma l'improvviso sovraccarico causato dalle manovre dell'aeromobile, insieme allo spostamento dei passeggeri verso la parte anteriore dell'aereo per evitare il fumo, causò una riduzione inaspettata della salita. Alle 10:16:19 il volo trasmise "arrivederci", senza rispondere alle ulteriori istruzioni fornite dal controllore per l'atterraggio. L'Il-18 si schiantò contro un campo a 23 chilometri dall'aeroporto.

## Le indagini
Gli investigatori scoprirono che tutti i passeggeri nella cabina morirono per inalazione di fumo prima che l'aereo si schiantasse; solo il comandante, il copilota e il navigatore rimasero uccisi dall'impatto, poiché si trovavano nella cabina di pilotaggio.
Gli investigatori determinarono che la causa dell'incendio nel compartimento di carico dell'Ilyushin Il-18 furono dei proiettili esplosivi contenuti in un bagaglio, trasportati nonostante fosse proibito. I materiali esplosivi avevano incendiato quindi altri bagagli altamente infiammabili. Non vi erano precedenti casi di incendio nella seconda stiva di un Il-18 causati da guasti meccanici, ma tra il 1970 e il 1972 vi furono quattro casi di incendio spontaneo. Il rapporto finale affermava:

## Conseguenze
Dopo l'incidente, il design dell'Ilyushin Il-18 venne modificato per consentire al personale di accedere al secondo vano di carico, se necessario. Non fu costruito alcun monumento commemorativo per le vittime dell'incidente.